# Vincent van den Heuvel
Vincentius Adrianus Maria (Vincent) van den Heuvel (Geldrop, 8 december 1854 - aldaar, 13 september 1920) was een Nederlands fabrikant, politicus en bestuurder.
Vincent van den Heuvel was een zoon in het katholieke gezin van textielfabrikant en regionaal politicus Wilhelmus van den Heuvel en Paulina Kouwenbergh. Twee van zijn broers zouden priester worden. Hij ging naar het gymnasium bij het Bisschoppelijk College te Rolduc, en was tot 1903 betrokken bij het familiebedrijf A. van den Heuvel en Zn. Daarnaast was hij in 1898 een van de oprichters van de allereerste lokale Boerenleenbank, nl. in Geldrop, en later ook van de Coöperatieve Centrale Boerenleenbank, die vanaf 1972 na een fusie met de Raiffeisenbank werd voortgezet onder de naam Rabobank. Van den Heuvel bleef tot aan zijn dood voorzitter (overigens onbezoldigd) van de centrale bank. In 1882 trouwde hij met Francisca Maria Josephina (Francine) Sanders, met wie hij zes dochters zou krijgen. Drie van zijn dochters zouden trouwen met iemand die later net als hun vader Tweede Kamerlid zou worden.
Van 1895 tot 1920 was Van den Heuvel lid van de Provinciale Staten in Noord-Brabant, en vanaf 1909 tevens lid van de Gedeputeerde Staten. Van 1898 tot 1910 was hij namens Eindhoven lid van de Tweede Kamer der Staten-Generaal. In de Kamer sprak hij vooral over regionaal relevante aangelegenheden zoals de lokale waterstaat en de boerenleenbank en boterhandel waarmee hij de Brabantse industrie vooral verdedigde. In 1905 en 1909 werd hij met ruim 90% van de stemmen herkozen.
Van den Heuvel werd benoemd in als Ridder in de Orde van de Nederlandse Leeuw en in de Orde van H. Gregorius de Grote.